# Alcirona grandis
Alcirona grandis är en kräftdjursart som beskrevs av Nunomura 2006C. Alcirona grandis ingår i släktet Alcirona och familjen Corallanidae. Inga underarter finns listade i Catalogue of Life.